# 激動の昭和史 沖縄決戦
『激動の昭和史 沖縄決戦』（げきどうのしょうわし おきなわけっせん）は、1971年（昭和46年）8月14日に公開された日本の映画。カラー、シネマスコープ。

## 概要
太平洋戦争末期の沖縄での戦いを描く「東宝8.15シリーズ」の第5作である。
陸戦の描写が中心となるため、特撮はそれまでの戦記映画よりも少ないが、1/1,100スケールの沖縄全島セットや1/200スケールの戦艦大和のミニチュアなどが造られた。特殊技術を担当した中野昭慶は、セットが狭かったことから色合いを鮮やかにせずモノトーンに近いものとし、スモークで空気感を表現したと述べている。
M41軽戦車は木製の実物大模型のほか、自衛隊の中古車輌も併用された。戦闘シーンでの爆発には、1日あたり150万円分の火薬が用いられた。

## キャスト
参照
- 第三十二軍司令部
  - 牛島中将：小林桂樹
  - 渡辺中将：青野平義
  - 八原高級参謀：仲代達矢
  - 長参謀長：丹波哲郎
  - 木村後方参謀：森幹太
  - 薬丸情報参謀：睦五郎
  - 釜井航空参謀：玉川伊佐男
  - 神航空参謀：川津祐介
  - 三宅通信参謀：佐々木勝彦
  - 外間曹長：阿知波信介
  - 長野作戦参謀：大丸二郎
  - 益永大尉：橋本功
  - 吉崎上等兵：中山豊
  - 坂口次級副官：長谷川弘
  - 散髪屋・比嘉三平：田中邦衛
- 第六十二師団
  - 上野参謀長：中谷一郎
  - 賀谷中佐：高橋悦史
  - 中村曹長：大木正司
  - 小森伍長：小川安三
- 第二十四師団
  - 伊東大尉：井川比佐志
- 独立混成第四十四旅団
  - 京僧参謀[1]：平松慎吾
- 大本営
  - 梅津参謀総長：東野英治郎
  - 河辺参謀次長：北竜二
  - 真田少将：藤岡重慶
  - 宮崎中将：山内明
  - 服部大佐：阿部希郎
  - 天野少将[1]：新田昌玄
  - 作戦課員A：荒木保夫
  - 作戦課員B：北九州男
  - 作戦課員C：船戸順
- 台湾第十方面軍
  - 安藤大将：石山健二郎
- 海上挺身隊
  - 第三戦隊長：久野征四郎
- 義烈空挺隊
  - 奥山大尉：草野大悟
  - 少年兵：木村豊幸
  - 諏訪部大尉：当銀長太郎
- 武剋隊
  - 広森中尉：東野孝彦
- 小禄海軍陸戦隊
  - 太田中将：池部良
  - 中島参謀：鈴木瑞穂
- 戦艦大和
  - 吉田中尉：寺田農
- 第五航空艦隊
  - 宇垣長官：佐々木孝丸
- 沖縄県庁
  - 泉前知事：浜村純
  - 島田知事：神山繁
  - 島田夫人：南風洋子
  - 島田黎子：鷲尾愛里
  - 島田幸子：田代真由美
- 南風原陸軍病院
  - 目軍医大尉：岸田森
  - 辻町のシーちゃん：丘ゆり子
  - 比嘉主任軍医：加山雄三
  - 上原婦長：大空真弓
  - 平川見習士官：亀谷雅彦
- 学校関係
  - 照屋校長：今福正雄
  - 野田校長：天本英世
  - 仲宗根教諭：滝田裕介
  - 玉代勢秀文教諭 : 佐原健二
  - 東風平教諭：斎藤宜丈
  - 西平教諭：永島岳
  - 与那嶺教諭：勝部義夫
- ひめゆり部隊
  - 渡嘉敷良子：酒井和歌子
  - 嘉数ヤス：木村由貴子
- 健児隊
  - 古波二等兵：藤田漸
  - 瀬底二等兵：熊谷敏樹
  - 仲真二等兵：沖田駿一
  - 伊豆味二等兵：木下陽夫
  - 国場少年：渡辺隆司
- 神山島斬込隊
  - 西岡少尉：樋浦勉
  - 曹長：鈴木治夫
- その他
  - 小倉曹長：地井武男[1][注釈 2]
  - 老人[1][注釈 3]：三井弘次
  - 藤田曹長：岩本弘司
  - 抵抗する若い女：大谷直子
  - 水を売る男：堺左千夫
  - 山本憲兵隊長：山本清
  - 亀甲墓の爺さん：藤原釜足
  - 亀甲墓の婆さん：辻伊万里
  - 亀甲墓の父：佐田豊
  - 病気にうなされる老人[要出典]：香川良介
  - 捕虜の少年兵：高原勉
  - 亀甲墓の子：川瀬裕之
  - 比嘉三平の老婆：木浦すみ江
  - 連隊区司令部将校：江角英明
  - 大森軍曹：山本廉
  - 海岸の歩哨：大前亘
  - 師範配属将校：園田裕久
  - 島の長老[10]：小杉昇二
  - 疎開する少年[要出典]：永吉健太郎
  - 壕の中の少女：山添三千代
  - 戦場を歩く4.5歳の少女：山添久美
  - その母：中真千子
  - ナレーター：小林清志

### ノンクレジット出演者
- 敵艦を発見する将校：岡本喜八
- 比嘉三平の娘：山崎みき
- 県庁幹部：吉頂寺晃
- 視察付き添いの兵：宇留木康二
- 県庁幹部、県民（2役）：熊谷卓三
- 渡辺中将の演説を聞く県民、県庁幹部（2役）：榊田敬二
- 県庁幹部、軍人になった県民、貼り紙を見る県民（3役）：草間璋夫
- 県民、県庁幹部（2役）：坪野鎌之
- 土木作業をする県民：千葉一郎
- 自決する県民：大西康雄
- 渡辺中将の演説を聞く県民、県庁幹部、貼り紙を見る県民、壕の中の県民（4役）：夏木順平
- 第二十四師団の参謀・壕の中の参謀（2役）：坂本晴哉
- 酒盛りをする兵：緒方燐作
- 渡辺中将の演説を聞く県民、南風原陸軍病院の看護婦（2役）：東静子

## スタッフ
参照
- 製作：藤本真澄、針生宏
- 脚本：新藤兼人
- 音楽：佐藤勝
- 撮影：村井博
- 美術：村木与四郎
- 録音：渡会伸
- 照明：佐藤幸次郎
- 編集：黒岩義民
- 監督助手：河崎義祐
- 製作担当者：古賀祥一
- スチール：中尾孝
- 整音：東宝録音センター
- 効果：東宝効果集団
- 特殊技術：中野昭慶　
  - 撮影：富岡素敬
  - 合成：三瓶一信
  - 美術：小村完
  - 照明：原文良
  - 特殊効果：渡辺忠昭
  - 操演：小川昭二
- 監督：岡本喜八

## 興行成績
東映社長の岡田茂は「ウチが同時期公開した『新網走番外地 嵐呼ぶ知床岬』『やくざ刑事 俺たちに墓はない』の二本立てと同じぐらい3億7,000万～8,000万円の配収を上げたようだ」と話している。

## 影響
庵野秀明は最も多く観た映画として本作品を挙げており、「一番好きな監督はだれかと言われたら、考える間もなく「岡本喜八」と言ってしまうんですけど」と述べている。庵野が監督を務めたOVA『トップをねらえ!』（1988年 - 1989年）では、第5話のセリフや第6話のテロップなどで本作品をオマージュしている。

## 映像ソフト
- LD 品番 TLL2462[5]
- DVD
  - 初期版 - 2007年7月27日[14]
  - 期間限定プライス版 - 2013年8月2日[15]
  - 東宝DVD名作セレクション - 2015年5月20日[16]
- BD - 2017年11月3日[17]